# Grand Dharanisutra de la Lumière Immaculée et Pure
Le Grand Dharanisutra de la Lumière Immaculée et Pure (en coréen : 무구정광대다라니경 ; en romanisation révisée du coréen : Mugu jeonggwang dae darani-gyeong, simplifié en Darani Gyeong) est un parchemin bouddhiste considéré comme la plus ancienne estampe xylographique encore conservée,.
Il a été publié en Corée avant l'année 751, sous la dynastie de Silla ; d'une conception antérieure, non datée, il a probablement été créé avant la reconstruction de la pagode Shakyamuni du temple Pulguk, dans la province de Kyongju en 751,,,,, date à laquelle il a été restauré, et plus précisément, selon les estimations : pas après 704.
Cette estampe est considérée comme un trésor national de Corée du Sud (no 126-6).

## Découverte
Ce Daranisutra a été trouvé parmi d’autres reliques le 13 octobre 1966 dans la pagode Sakyamuni « Seokgatap », de la dynastie de Silla, du temple Bulguksa à Gyeongju, en Corée, pendant que l'on démantelait la tour pour réparer le sari. Une partie du Darani gyeongmun 8-9 est imprimée sous forme de rouleau. Le Tripitaka Koreana est imprimé entre 1011 et 1082. Il s'agit de la plus ancienne et plus complète version intacte du canon bouddhiste. Une réimpression a lieu en 1237-1251, utilisant 81 258 blocs de bois de magnolia, taillés sur les deux côtés, organisées en 1 496 titres et 6 568 volumes, et qui sont toujours conservés, intacts, à Haeinsa. Un bureau d'impression a été établi dans l'Académie nationale en 1101 et la collection du gouvernement de Goryeo en compte plusieurs dizaines de milliers.

## Description

### Structure
Le Grand Dharanisutra se compose de 12 feuilles de papier, d'une longueur totale de 620 cm et d'une largeur de 8 cm. Chaque ligne contient environ 8 caractères. La première feuille comporte 56 lignes et sa taille est de 56,8 cm. La deuxième feuille comporte 55 lignes et sa taille est de 53,8 cm. La troisième feuille comporte 55 rangées et sa taille est de 53,2 cm. La quatrième feuille comporte 57 rangées et mesure 52,9 cm. La cinquième feuille comporte 56 rangées et mesure 54,5 cm. La sixième feuille comporte 62 rangées et mesure 55,1 cm. La septième feuille comporte 61 rangées et mesure 54,3 cm. La huitième feuille comporte 59 rangées et mesure 55,6 cm. La neuvième feuille comporte 60 rangées et mesure 55 cm. La dixième feuille comporte 63 rangées et mesure 54,2 cm. La onzième feuille comporte 61 rangées et mesure 53,9 cm. Le douzième feuillet comporte 38 rangées et mesure 43,9 cm.
Un examen microscopique a révélé que les papiers du Grand Dharanisutra étaient faits en papier coréen, qui est le papier traditionnel coréen fait à la main à partir de mûriers.

### Contenu
Le Grand Dharanisutra signifie « un texte bouddhiste pour un grand mantra propre et lumineux sans le temps du désespoir »[réf. nécessaire][pas clair]. Dans cette écriture, il y a une histoire du Bouddha qui sauve un Brahmane, et il est dit que si quelqu'un mémorise le Dharani, répare la pagode, fait une petite pagode et y met un mantra et la sert, il ou elle pourrait prolonger sa vie et recevoir de nombreuses bénédictions.
Le soutra narre comment le Bouddha a aidé un Brahmane proche de la mort. À cette époque, le Bouddha était dans le temple (精舍) de Kapilavastu (迦毘羅衛) lorsqu'un homme qui ne croyait pas au bouddhisme est venu voir après avoir reçu le diagnostic d'un médecin : il mourrait dans sept jours. Le Bouddha confirma qu'effectivement il mourrait dans sept jours. Et que du fait de ces non vertus passées, il irait en enfer. Le Brahmane l'a sincèrement supplié de le sauver des souffrances de l'enfer. Alors le Bouddha lui dit : « Si vous réparez une vieille pagode dans les trois rues de Kapilavastu, si vous faites une petite pagode et y mettez un mantra pour la servir, votre vie sera prolongée et vous recevrez de nombreuses bénédictions. Ensuite, où que vous vous réincarniez, votre corps n'aura pas de handicap, tous vos fautes seront purgées, et vous serez toujours protégé par le Bouddha ». Après écouté le Bouddha, le Brahmane s'est rendu à l'endroit où se trouvait l'ancienne pagode et l'a restaurée. Ce Dharani est ainsi connu pour purifier le négativités et l'accroitre la durée de vie.